# Villa Luciani
Villa Luciani è una frazione del comune di Montegranaro, in provincia di Fermo, nella regione Marche.

## Geografia fisica
La frazione di Villa Luciani separa in parte il territorio di Montegranaro e Sant'Elpidio a Mare. Trattandosi di zona collinare, segna anche il confine tra la provincia di Fermo e la provincia di Macerata.

## Storia
Inizialmente Villa Luciani fu dimora dei Marchesi Luciani Ranier che acquisirono questa villa agli inizi del 1800. Al suo fianco era situata una chiesa (presente anche oggi) nella quale gli Zen, ovvero i precedenti proprietari, assistevano alle sacre funzioni.

## Evoluzione urbanistica
Villa Luciani è anche zona industriale del comune di Montegranaro, essendovi una quantità notevole di aziende al suo interno (quasi totalmente del settore calzaturiero).

## Cultura

### Manifestazioni
Nella settimana a cavallo tra luglio e agosto si svolge in piazza la tradizionale festa del quartiere, che si svolge dal 1997.

## Amministrazione
Insieme al comune cui appartiene, la frazione ha fatto parte fino a giugno 2009 della provincia di Ascoli Piceno.
Ora è parte integrante della provincia di Fermo.